# Jacob Heerbrand

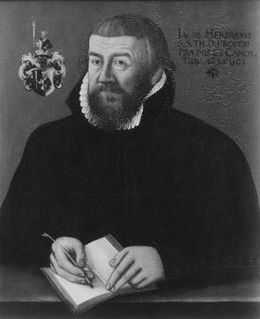
Jakob Heerbrand auf einem Gemälde von Hans Ulrich Alt um 1590 in der Tübinger Professorengalerie

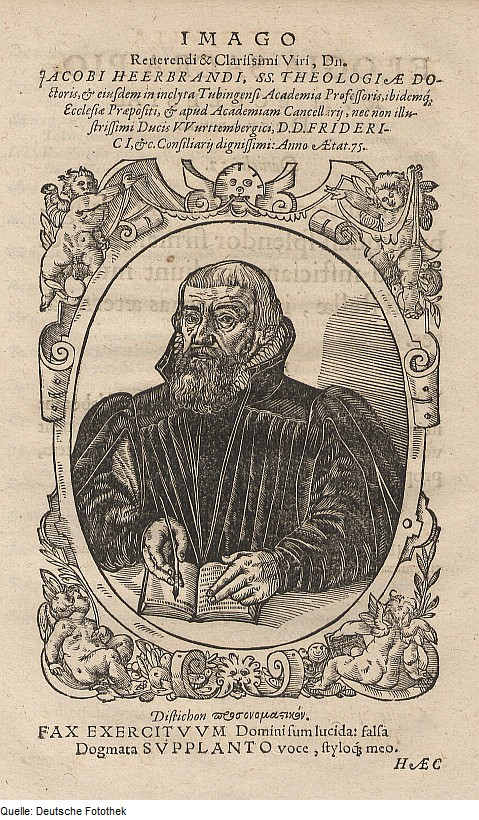
Jacob Heerbrand (Holzschnitt von Joachim Lederlin in Imagines professorum tubingensium, 1596, nach dem obigen Gemälde von Hans Ulrich Alt)

Jacob Heerbrand (* 12. August 1521 in Giengen an der Brenz; † 22. Mai 1600 in Tübingen) war ein lutherischer Theologe, Reformator, Propst und Kanzler der Eberhard-Karls-Universität.

## Leben
Jacob Heerbrand stammte aus einer Teppichweberfamilie. Nach gründlicher Vorbereitung kam er 1536 auf die Lateinschule in Ulm und studierte auf Wunsch seines Vaters 1538 in Wittenberg, unter anderem bei Martin Luther und Philipp Melanchthon. Als Magister wurde er 1543 nach Tübingen empfohlen und war zunächst Vikar an der Stiftskirche. Tübingen war zu dieser Zeit das Zentrum der Reformation im Herzogtum Württemberg. 
Heerbrand machte sich bald einen Namen als angesehener Theologe. Zusammen mit Johannes Brenz wurde er zum Konzil von Trient entsandt mit dem Auftrag, mit Papst Julius III. und der katholischen Kirche über Regelungen des Nebeneinanders der Kirchen zu verhandeln. Ebenfalls war er an der Ausarbeitung der Confessio Virtembergica beteiligt. Nach dem Schmalkaldischen Krieg wurde er jedoch durch das Augsburger Interim verdrängt. 1550 erwarb er in Tübingen den Doktorgrad der Theologie und erhielt von Herzog Christoph die Pfarrstelle in Herrenberg.
Im Jahr 1556 trat Heerbrand in die Dienste des Markgrafen Karl II. von Baden ein und leitete in führender Stellung die Durchführung der Reformation in Baden und in Pforzheim. Ein Jahr später wurde Heerbrand als Professor für Theologie an die Universität Tübingen berufen. Auch als Stiftsdechant hatte Heerbrand großen Einfluss. Während seines Ordinariats an der Universität Tübingen wurde er achtmal zum Rektor der Universität gewählt. Auch außerhalb Württembergs genoss Heerbrand hohes Ansehen. Seine Vertretung des lange von Tübingen abwesenden Jacob Andreae, die vermehrte Arbeit mit den Studenten und die Auseinandersetzungen mit den Jesuiten hielten Heerbrands literarische Arbeiten auf. Sein Amt als Professor an der Universität Tübingen bekleidete er 40 Jahre lang. 
1570 hielt Heerbrand mit Nikolaus Falck (1540–1616) eine Disputation über Hexerei ab, in der er die Meinung vertrat, dass Hexen weder zaubern noch Wetter machen können. Er verteidigte aber die Magia naturalis, wie er sie bei den Wundern Moses sah (Ex 7 ), und verurteilte lediglich den Teufelspakt. In seiner kritischen Haltung gegenüber dem Hexenglauben steht Heerbrand in einer Reihe mit anderen Tübinger und württembergischen lutherischen Theologen wie Matthäus Alber, Johannes Brenz, (Theodor) Dietrich Schnepf, Jacob Andreae, Wilhelm Bidembach, Wilhelm Friedrich Lutz oder Theodor Thumm (1586–1630), die Gottes Allmacht so umfassend sehen, dass es keinen Schadenzauber geben kann, weil letztlich auch das Unheil und Unglück von Gott selbst gelenkt wird, um die Sünder zu bestrafen und die Gerechten zu prüfen. Hexen können allenfalls wegen ihres Abfalls von Gott bestraft werden.
Heerbrands Compendium theologiae (1571) wurde eines der bekanntesten Lehrbücher. Heerbrand war ein Anhänger Melanchthons. Sein Verhältnis zu seinen Lehrern und Freunden kam in den von ihm verfassten Nachrufen zu Philipp Melanchthon (1560), Johannes Brenz (1570) und Jacob Andreae (1590) deutlich zum Ausdruck. Heerbrand, der 1590 Kanzler der Tübinger Hochschule geworden war, beteiligte sich 1559, 1563, 1568, 1572, 1577, 1581, 1588 und 1596 auch als Rektor der Alma Mater an deren organisatorischen Aufgaben.
- Ein bekannter Nachfahr Jacob Heerbrands ist der Philosoph Johann Gottfried Herder.
- Zu Jakob Heerbrands bekannten Nachfahren aus dem 19. Jahrhundert zählt der Tübinger Historiker Carl Friedrich Haug.

## Werkauswahl
- De magia disputatio ex cap. 7 Exo. Deo patre per Iesum Christum, Deo Patre per Jesum Christum, virtute Spiritus sancti nos iuvante praeside ... Iacobo Heerbrando, Sacrae Theologiae Doctore ..., Domino ac Praeceptore suo omni pietate colendo Nicolaus Falco Salveldensis, ad subiectas cum Quaestione Theses, XV. die Decembris, loco consueto, hora septima antemeridiana, pro ingenii sui viribus, exercitii causa, respondere conabitur. Tübingen 1570[3] (Digitalisat)
- Dispvtatio De Frvctibvs, ex Qvibvs Pseudoprophetae cognoscendi. Tübingen 1575. (Digitalisat)
- Antwort vnd abfertigung des rhumrähtigen, spöttlichen, falschen vnnd närrischen Dancks vnnd Abdancks. Sigmund Ehrnhofers, Jesuiten zu Wien. Gruppenbach, Tübingen 1590. (Digitalisat)
- Compendium Theologiae, Nunc paßim Auctum & Methodi Quaestionibus tractatum. Steinmann, Jena 1591. (Digitalisat)
- Propffung vnd Abfertigung des vermeinten newlich außgebrütteten euangelischen Wetterhanen. Gruppenbach, Tübingen 1588. (Digitalisat)